# Margaret Prescott Montague
Margaret Prescott Montague, ameriška pisateljica, * 28. november 1878, White Sulphur Springs, Zahodna Virginija, ZDA, † 26. september 1955, Richmond, Virginija, ZDA.
Montaguejeva je pisala kratke zgodbe in romane.  Svoje delo je redno objavljala v reviji Harper's Magazine. 
Po njenih romanih so bili posneti naslednji filmi: Linda (1929), Calvert's Valley (1922), Uncle Sam of Freedom Ridge (1920) in Seeds of Vengeance (1920).

## Nagrade
- 1919 - O. Henryjeva nagrada za najboljšo kratko zgodbo (osvojila z zgodbo England to America)

## Dela
- Deep channel. Atlantic Monthly Press.
- The Sowing of Alderson Cree. The Baker & Taylor company. 1907.
- In Calvert's Valley. The Baker & Taylor Company. 1908. (reprint. Kessinger Publishing, LLC. 2007. ISBN 9780548259641.)
- Closed doors: studies of deaf and blind children. Houghton Mifflin Company. 1915.
- Of water and the Spirit. E.P. Dutton & Company. 1916.
- (1918) On Authors. Atlantic classics. Atlantic Monthly Press.
- Uncle Sam of Freedom Ridge. Doubleday, Page & Company. 1920.
- England to America. Doubleday, Page & Company. 1920.
- Up Eel River. The Macmillan company. 1928.

### Zgodbe
- (1921) The Will to Go, The Atlantic monthly. Atlantic Monthly Co.
- (1913) Why It Was W-On-The-Eyes, The Atlantic monthly. Atlantic Monthly Co.
- (1918) Of Water and the Spirit, Atlantic narratives: modern short stories. Charles Swain Thomas. The Atlantic Monthly Press.
- (2008) England to America, O. Henry Memorial Award Prize Stories of 1919. BiblioBazaar, LLC. ISBN 9780554334363